# Monumento a los Descubrimientos
El Monumento a los Descubrimientos (en portugués: Monumento aos Descobrimentos), popularmente conocido como Padrão dos Descobrimentos (ver padrão), es un monumento construido en 1960, en la margen del río Tajo, en Belém, Lisboa, para conmemorar los 500 años de la muerte de Enrique el Navegante.
Fue encargado por el régimen de António de Oliveira Salazar, tiene 52 metros de altura y celebra a los marineros, patrones reales y todos los que participaron en el desarrollo de la Era de los Descubrimientos. Los autores de la obra fueron el arquitecto José Ângelo Cottinelli Telmo y el escultor Leopoldo de Almeida, que se encargó de las esculturas.

## Historia
El monumento fue concebido en 1939 por el arquitecto portugués José Ângelo Cottinelli Telmo y el escultor Leopoldo de Almeida, con carácter efímero, como parte de la Exposición del Mundo Portugués en junio de 1940. El Monumento a los Descubrimientos representaba la idealización romántica de la exploración portuguesa según la dictadura de António de Oliveira Salazar, conocido como Estado Novo. Fue erigido como una estructura temporal, ubicada en la Praça do Império como parte de un proyecto de renovación urbanística promovida por el ministro Duarte Pacheco, aunque con la resistencia de Cottinelli Telmo. Sin embargo, en junio de 1943, la estructura original fue demolida tras la exposición debido a la ausencia de la materialización del proyecto.
El 3 de febrero de 1958, según el decreto número 41-517, el Gobierno, a través del Ministerio de Obras Públicas, las Provincias de Ultramar y la Cámara Municipal de Lisboa, promovieron la construcción de un Monumento a los Descubrimientos permanente. Entre noviembre de 1958 y enero de 1960, se edificó el nuevo monumento con cemento y piedra rosada de Leiría, mientras que las esculturas se realizaron con caliza proveniente de la región de Sintra. El nuevo proyecto fue de mayores proporciones al modelo original de 1940 como parte de las celebraciones para conmemorar el quinto centenario de la muerte del infante Enrique el Navegante.

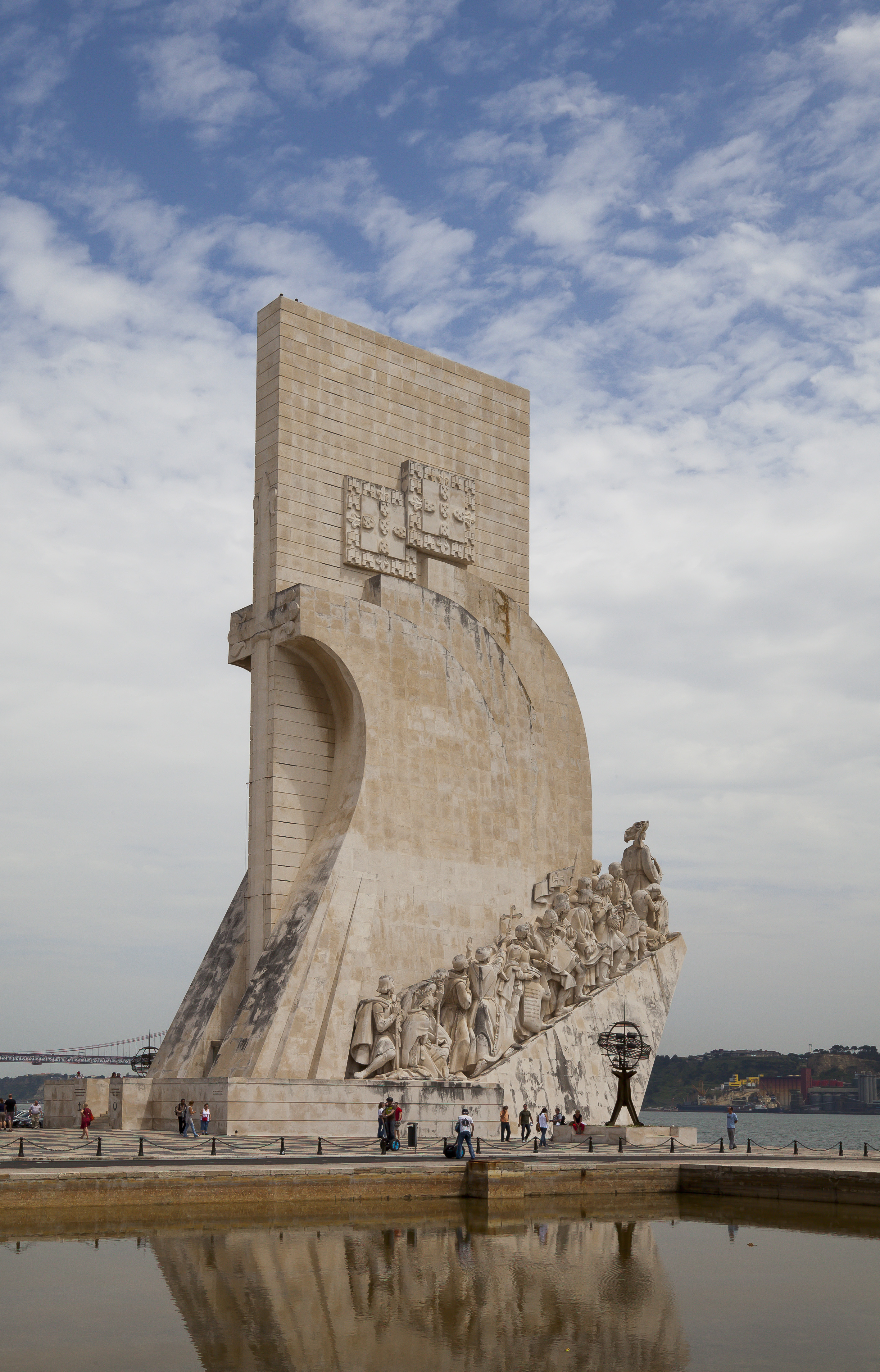
Monumento a los Descubrimientos, Lisboa

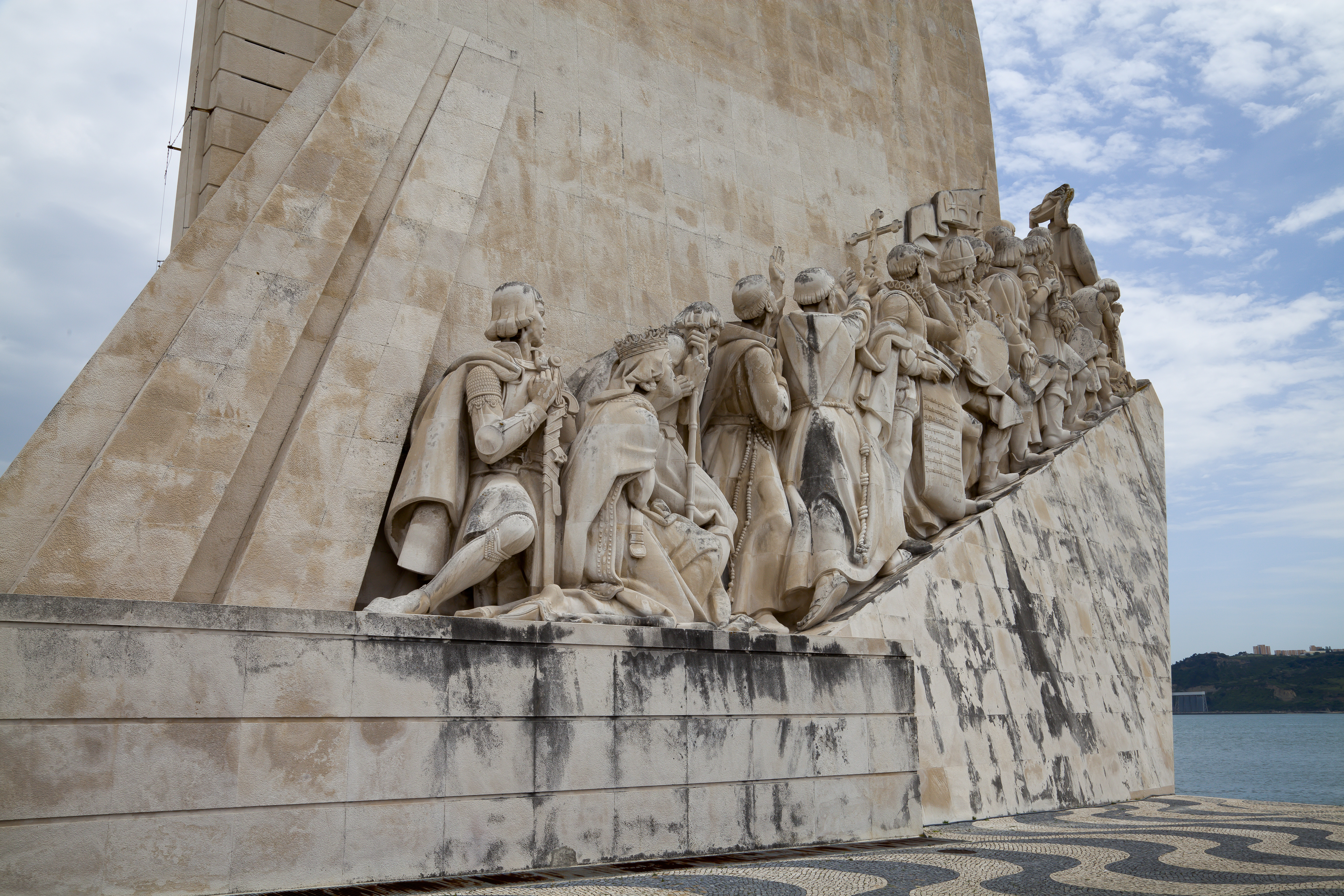
Detalle del lado oeste

A pesar de que el proyecto se basó en los diseños de Cottinelli Telmo, fue reemplazado tras su fallecimiento por António Pardal Monteiro como arquitecto principal, y se llevaron a cabo estudios de estabilidad bajo la dirección de los ingenieros Edgar Cardoso, Ruy Correia y António Franco e Abreu. El diseño interior fue ejecutado por António Pardal, quien también trabajó con Cristino da Silva para realizar la plaza monumental. La parte septentrional de la propiedad fue concluida por Pardal, mientras que la zona meridional corrió a cargo de José Raimundo. Las esculturas fueron modeladas por Leopoldo de Almeida, con la ayuda de los escultores Soares Branco y António Santos, utilizando los modelos de António Cândido y Carlos Escobar (bajo la dirección de António Branco y Alfredo Henriques).
Inaugurado el 9 de agosto de 1960, fue uno de los varios proyectos nacionales que intentaron celebrar las Comemorações Henriquinas, fiestas dedicadas a celebrar el aniversario del fallecimiento de Enrique el Navegante. Sin embargo, el monumento no fue totalmente concluido hasta el 10 de octubre de ese año, siendo transferida su gestión a la Administración General del Puerto de Lisboa. No obstante, en 1962, se firmó un acuerdo con la Cámara Municipal de Lisboa para transferir su propiedad, aunque entre 1960 y 1979 el monumento permaneció inmutable. Un documento publicado en un periódico municipal en noviembre de 1979 avanzaba las intenciones de la ciudad de establecer una exposición permanente en el interior, aunque las obras públicas para la creación de un centro cultural, Centro Cultural das Descobertas, no fueron finalizadas hasta 1985, cuando se inauguró un acceso público hasta la parte más alta de la estructura y se crearon un mirador, un auditorio y una sala para exposiciones.
En abril de 2003, la gestión del Monumento de los Descubrimientos fue transferida a la compañía pública Gestão de Equipamentos e Animação Cultural (EGEAC, E.E.M.).

## El monumento en detalle

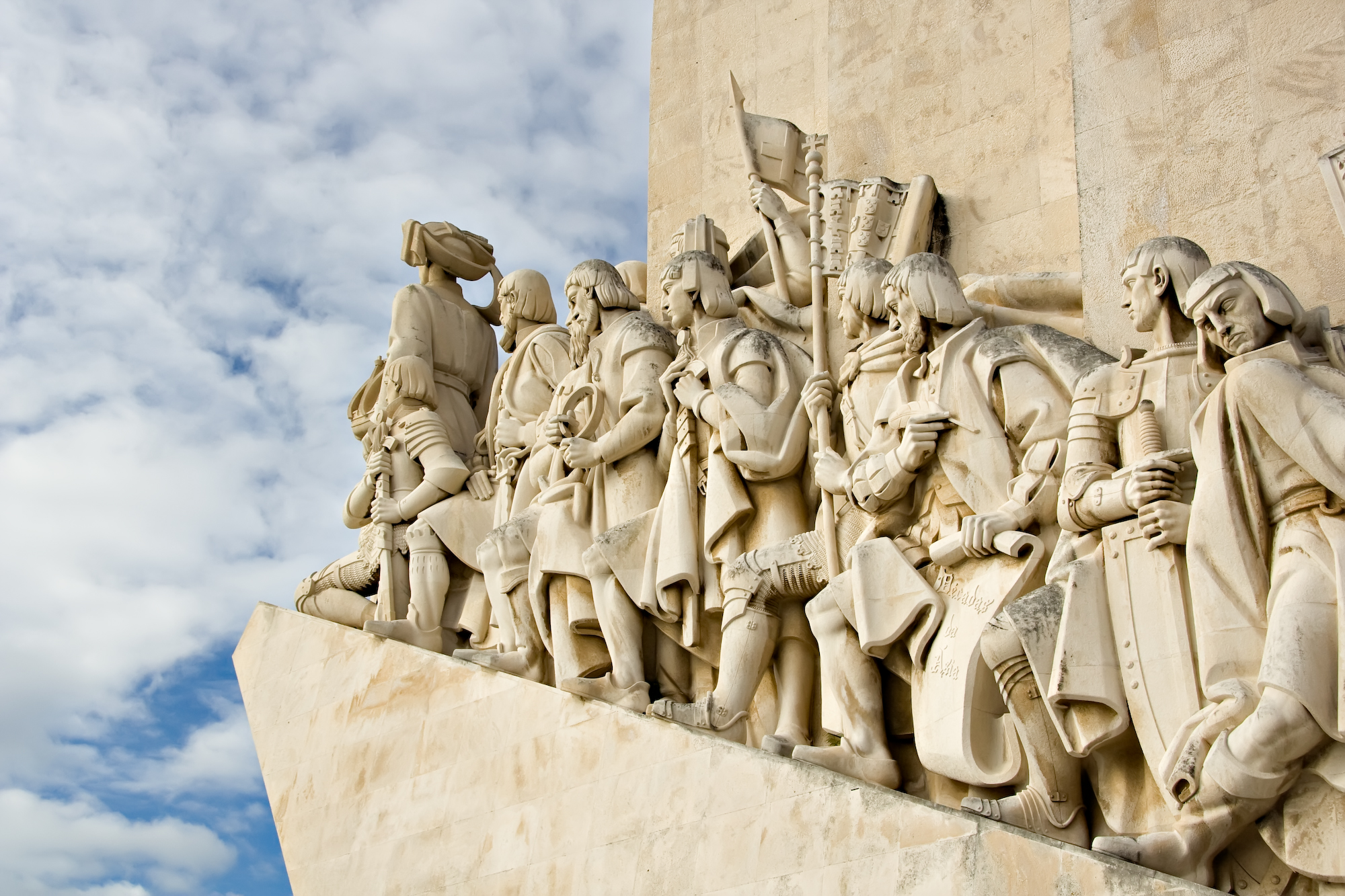
Parte este del monumento

El monumento tiene la forma de una carabela con el escudo de Portugal en los lados y la espada de la Dinastía de Avís sobre la entrada. Enrique el Navegante se alza en la proa, con una carabela en las manos. En las dos filas descendientes de cada lado del monumento, están las estatuas de héroes portugueses fuertemente ligados a los Descubrimientos, así como famosos navegantes, cartógrafos y reyes.
A continuación, una lista de las 33 personalidades que se representan en este monumento:
|                 |
| Perfil oriental |

|                   |
| Perfil occidental |

Perfil Occidental (de norte a sur)
- Infante Pedro de Portugal, duque de Coímbra (hijo del rey Juan I de Portugal)
- Felipa de Lancaster
- Fernão Mendes Pinto (escritor)
- Fray Gonçalo de Carvalho
- Fray Henrique Carvalho
- Luís Vaz de Camões (poeta autor de Os Lusíadas)
- Nuno Gonçalves (pintor)
- Gomes Eanes de Zurara (cronista)
- Pêro da Covilhã (viajero)
- Jácome de Maiorca (cosmógrafo)
- Pedro Escobar (navegante)
- Pedro Nunes (matemático)
- Pêro de Alenquer (navegante)
- Gil Eanes (navegante)
- João Gonçalves Zarco (navegante)
- Infante Fernando de Portugal, el Príncipe Santo (hijo del rey Juan I de Portugal)

Estatua del Sur
- Infante Don Henrique, el Navegante

Perfil Oriental (de sur a norte)
- Alfonso V de Portugal (Rey)
- Vasco da Gama (navegante)
- Afonso Gonçalves Baldaia (navegante)
- Pedro Álvares Cabral (descubridor de Brasil)
- Fernão de Magallanes (navegante/Viaje de Circunavegación)
- Nicolau Coelho (navegante)
- Gaspar Corte-Real (navegante)
- Martim Afonso de Sousa (navegante)
- João de Barros (cronista/historiador)
- Esteban de Gama (capitán marítimo)
- Bartolomeu Dias (descubridor del Cabo de Buena Esperanza)
- Diogo Cão (navegante)
- António de Abreu (navegante)
- Afonso de Albuquerque (Virrey de India/gobernador)
- San Francisco Javier (misionero)
- Cristóbal de Gama (capitán)

En la fachada norte rodeando la escalera hay 2 inscripciones en metal: a la izquierda, "AO INFANTE D. HENRIQVE E AOS PORTVGVESES QVE DESCOBRIRAM OS CAMINHOS DO MAR" (Al infante Enrique y los portugueses que descubrieron los caminos del mar) sobre un ancla; y a la derecha, "NO V CENTENÁRIO DO INFANTE D. HENRIQVE 1460 – 1960" (En el quinto centenario del infante Don Enrique 1460-1960) sobre una corona de laurel.
En el interior del monumento hay un auditorio y un ascensor que va hasta el sexto piso, más una escalera que va hacia arriba del todo, desde donde se puede observar un bello panorama de Belém y del río. El sótano se usa para exposiciones temporales.

## La rosa de los vientos
Al norte del monumento se encuentra una rosa de los vientos de 50 metros de diámetro dibujada en el suelo. Dicha rosa de los vientos fue un regalo de Sudáfrica en 1960. El planisferio central, adornado con dibujos de galeones y sirenas, tiene 14 metros y muestra las rutas de los descubridores en los siglos XV y XVI.
Los descubrimientos portugueses mostrados allí, son los siguientes (agrupados por orden cronológico):
1427 Azores, 1434 Cabo Bojador, 1444 Cabo Verde, 1460 Guinea, 1471 Mina, 1475 Santo Tomé y Príncipe, 1483 Congo, 1483 Angola, 1488 Cabo de Buena Esperanza, 1497 Natal, 1498 Quelimane, 1498 Calicut (India), 1500 Madagascar, 1500 Terranova, 1500 Porto Seguro (Brasil), 1502 Cananea, 1505 Ceilán, 1507 Ormuz, 1509 Damao, 1509 Malaca, 1511 Pegu, 1512 Molucas, 1512 Timor, 1514 Río de la Plata, 1514 Río Perla (China), 1516 Río Ganges y 1525 Palau. 